# 아멜 메키치
아멜 메키치(보스니아어: Amel Mekić, 1981년 9월 21일~)는 보스니아 헤르체고비나의 전직 유도 선수이다. 올림픽에 3회(2004, 2008, 2012) 남자 하프헤비급에 참가했으며 유럽 선수권 대회에서 금메달 1개(2010)를 획득했다.